# Pleurotus djamor
Pleurotus djamor, Nấm sò hồng hay Nấm bào ngư hồng, là một loài fungus thuộc họ Pleurotaceae. Ban đầu nó được đặt tên Agaricus djamor bởi nhà thực vật học sinh ở Đức Georg Eberhard Rumphius, và được ủng hộ dưới tên đó bởi Elias Magnus Fries vào năm 1821. Nó đã được biết đến với nhiều tên khác trước khi được chuyển qua chi Pleurotus bởi Karel Bernard Boedijn vào năm 1959.

## Hình ảnh

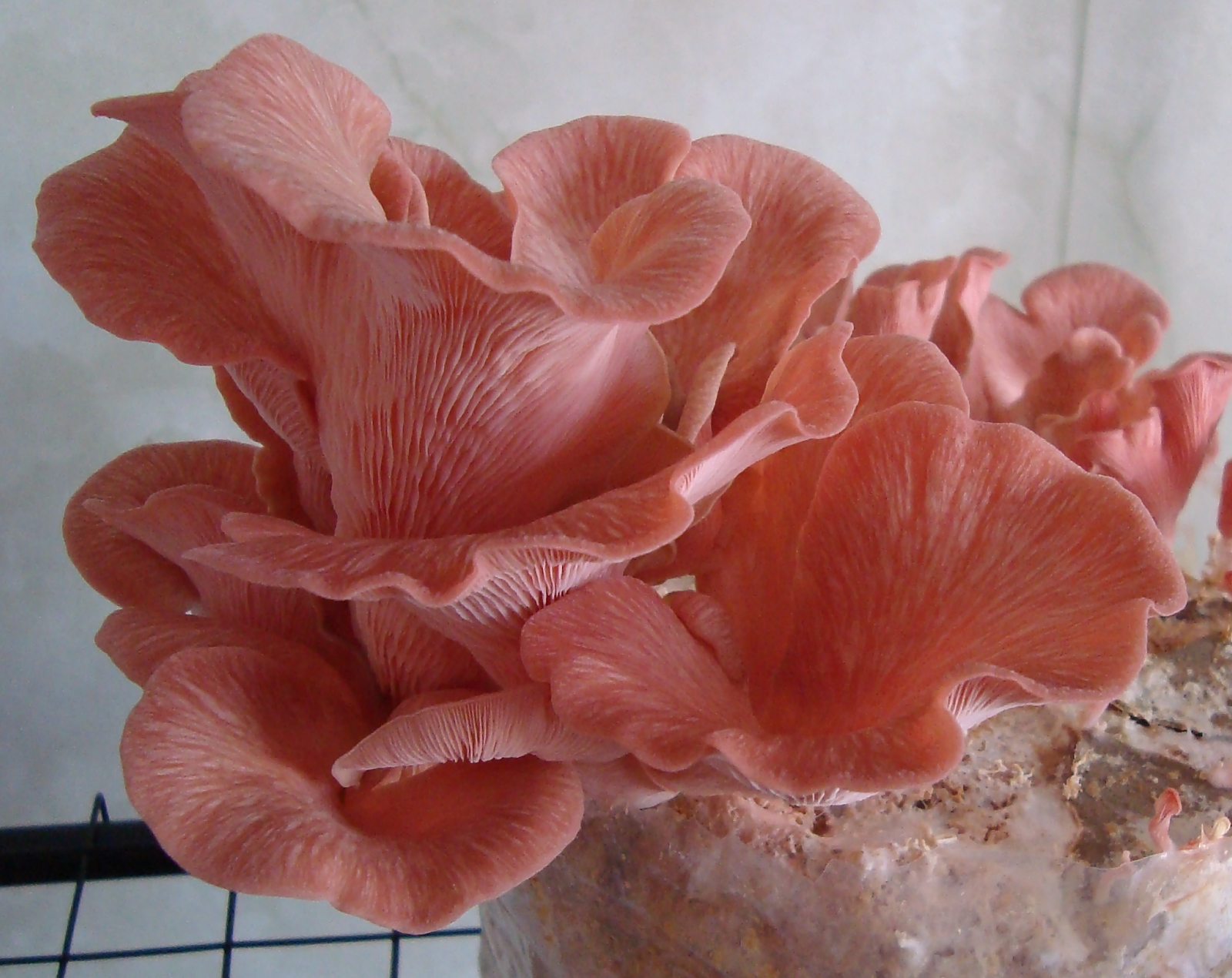
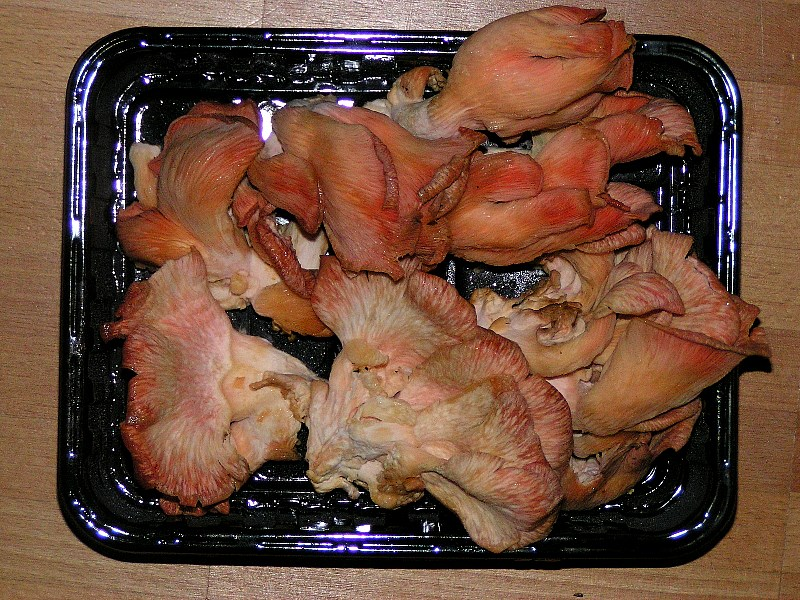
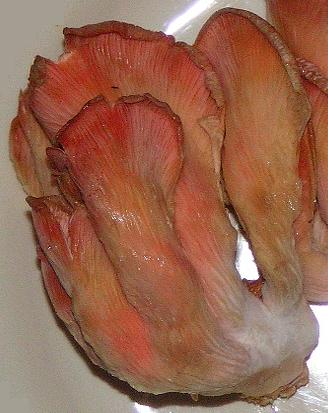
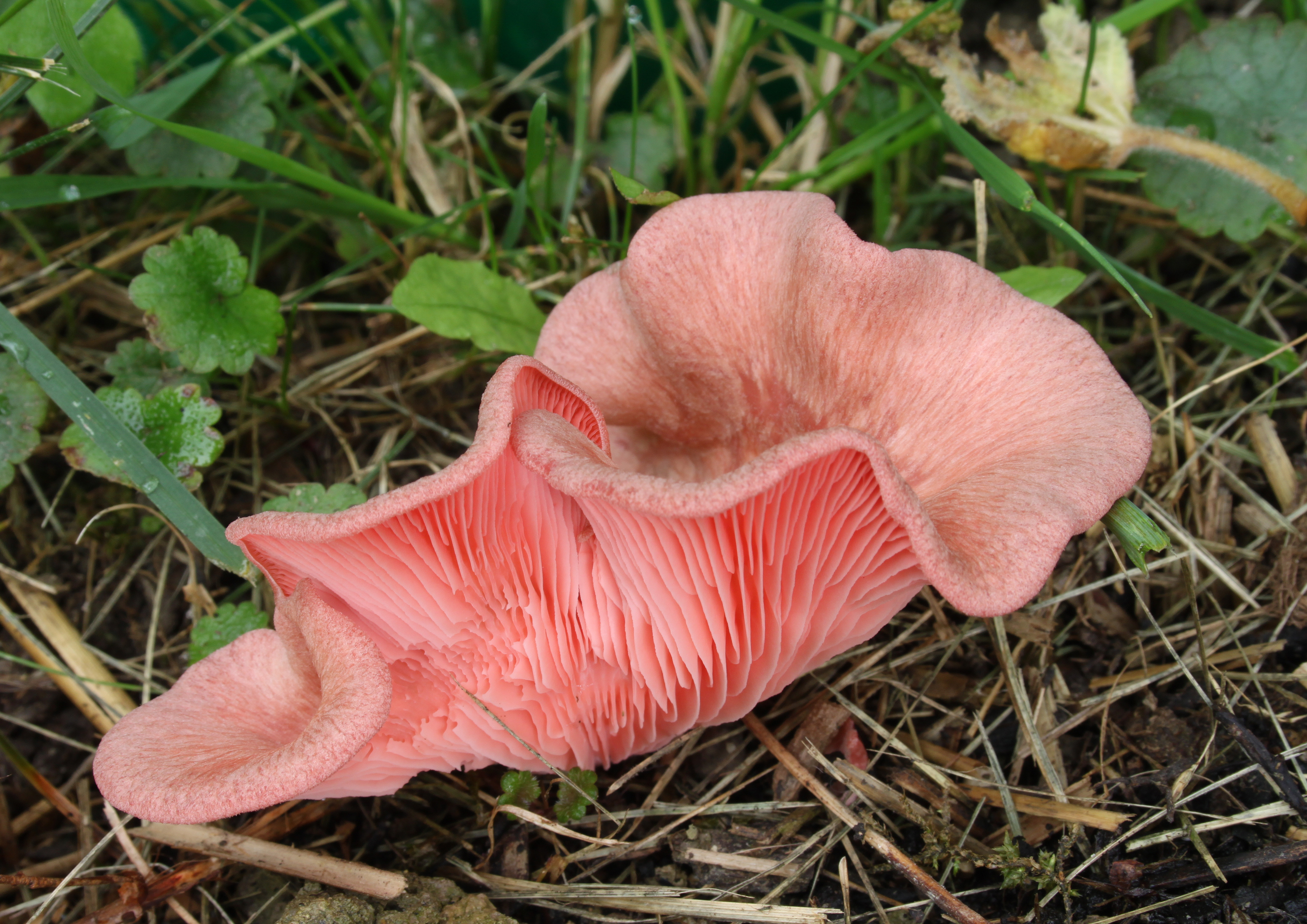